# Nu Virgos

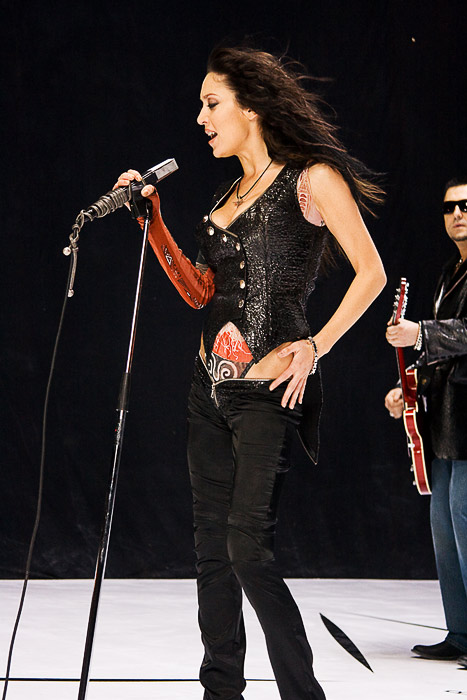
Była członkini zespołu, Aliona Winnicka

Nu Virgos, na rynku rosyjskojęzycznym znane jako Wia Gra (ros. Виа Гра) – ukraińskie żeńskie trio muzyczne, śpiewające po rosyjsku i angielsku.
Pierwszy singel zespołu pojawił się w drugiej połowie 2000. Pierwszy koncert girls bandu odbył się 20 grudnia 2000 w Lodowym Pałacu w Dniepropetrowsku, gdzie zebrało się ok. 4000 widzów. 31 sierpnia 2001 zespół podpisał kontrakt z wytwórnią Sony Music Russia na pięć albumów.
Formacja jest bardzo popularna na Ukrainie, w Rosji i innych krajach WNP. Odbyła też trasę koncertową po Izraelu i Japonii w 2003. Pierwszy sukces w Europie odniosły w maju 2004 dzięki singlowi „Stop! Stop! Stop!”. Producentem i kompozytorem zespołu był Konstantin Meladze, a menedżerem – Dmitrij Kostiuk.
Grupa przechodziła liczne zmiany personalne. Aktualnie są dwa girls bandy posługujące się nazwą Wia Gra. Jednej producentem jest Dmitrij Kostuk, a drugiej – Konstantin Mieładze.

## Historia zespołu

### Znaczenie nazwy
Istnieje kilka wersji dotyczących powstania nazwy zespołu. Jedna z nich mówi, że Wia/Виа to skrót od Вокально-инструментальный ансамбль (pol. wokalno-instrumentalny ansambl), a Gra/Гра jest czasownikiem grać. Kolejna wersja głosi, że jest to skrót od imion i nazwisk wokalistek, Aliony Winnickiej i Nadieżdy Granowskiej. Niektórzy uważają, że skrót Gra pochodzi od słów Голос, Радость, Артистизм (Głos, Radość, Artyzm). Najbardziej powszechne i adekwatne jest skojarzenie z medykamentem o nazwie viagra,z tego powodu zespół znany jest również pod nazwą Nu Virgos.

### 2000–2004: Początki,Popytka No. 5iBiologija
Projekt Wia Gra powstał w 2000. Początkowo w jego skład weszły Aliona Winnicka (ros. Алёна Винницкая, ur. 27 grudnia 1974 w Kijowie) i Nadieżda Granowska (ros. Надежда Грановская, ur. 10 kwietnia 1982 we wsi Zbrucziwka). Duet nagrał single „Bomba”, „Popytka No. 5” czy „Obnimi”, do których zrealizowano teledyski. W 2001 ukazał się ich debiutancki album studyjny, zatytułowany Popytka No. 5.
W maju 2002 w zespole nastąpiły zmiany personalne spowodowane ciążą Granowskiej, a w wyniku przeprowadzonych przesłuchań do zespołu przyjęto Annę Siedokową (ros. Анна Седокова, ur. 16 grudnia 1981 w Kijowie), która pracowała w kanałach telewizyjnych О-ТВ i Nowy kanał, a także Tatianę Najnik (ros. Татьяна Найник), modelkę z Petersburga. Od tego momentu zespół zawsze składał się z trzech dziewczyn, a każda z nich charakteryzowała się innym kolorem włosów (brunetka, blondynka i rudowłosa/szatynka). W tym składzie zespół kontynuował swoje występy i nakręcił teledysk do rosyjskojęzycznej wersji singla „Stop! Stop! Stop!”. Jesienią, po urodzeniu dziecka, do zespołu wróciła Granowska, co spowodowało odejście z grupy Najnik. Nakręcono wówczas teledysk do piosenki „Good Morning, Papa!”. W tym samym roku zespół wziął udział w licznych programach telewizyjnych, m.in. Total Show (MTV), Oscar Show (Muza TV), Princip Domino (NTV) iPiesnia Goda (Pierwyj Kanał). Pod koniec roku zagrały trzy księżniczki w musicalu Kopciuszek.
Na początku 2003 z zespołu odeszła Winnicka, tłumacząc decyzję chęcią rozwoju solowego. Nową wokalistką grupy została Wiera Breżniewa. W kolejnych miesiącach powstawały nowe teledyski i utwory, a zespół zdobywał coraz większą popularność. W tym składzie zostały nagrane trzy płyty studyjne zespołu: Biologija, Stop! Sniato! i Stop! Stop! Stop!.
Kolejną zmianą było odejście w maju 2004 Anny Sedokowej, która była w ciąży. Miała ją zastąpić Albina Dżanabajewa, która przez dwa lata śpiewała w chórkach u Walerego Meladze oraz występowała w roli królewny Śnieżki w musicalu koreańskim, ale z przyczyn prywatnych musiała odrzucić propozycję. Na miejsce wokalistki została zatrudniona Switłana Łoboda (ros. Светлана Лобода, ur. 18 października 1982 w Kijowie). Zespół w nowym składzie wystąpił w musicalu Soroczinska jarmarka. Jesienią Łoboda została zwolniona z zespołu, a na jej miejsce przyszła Albina Dżanabajewa. Pod koniec 2005 Konstantin Meladze oświadczył, że kończy współpracę z zespołem, a on sam zostanie rozwiązany z dniem 1 stycznia 2006. Producenci zespołu postanowili jednak ostatecznie, że zespół będzie kontynuował działalność.

### 2005–2012:L.M.L.
W 2005 zespół opuściła Granowska, a wyniku kolejnego przesłuchania, który odbył się w marcu 2006, zastąpiła ją Kristina Koc-Gotlib (ros. Кристина Коц-Готлиб), studentka z Doniecka i uczestniczka konkursów piękności. W trakcie kręcenia teledysku do utworu „Obmani, no ostańsja” okazało się, że nowa wokalistka nie wypada zbyt dobrze przed kamerą i na scenie. Ten teledysk z jej udziałem ostatecznie ukazał się publicznie i jest jednym z nielicznych zarejestrowanych materiałów w tym składzie. Po miesiącu wokalistkę zastąpiła Olga Koriagina (ros. Ольга Корягина, ur. 22 stycznia 1986 w Mikołajowie), studentka z Mikołajowa, która też uczestniczyła w przesłuchaniach i była rezerwową kandydatką. W październiku 2006 zespół wydał swój drugi anglojęzyczny album studyjny, zatytułowany L.M.L. W tym samym miesiącu zespół nagrał nową piosenkę rosyjskojęzyczną – „Cwietok i noż”, do której nakręcił teledysk.
W marcu 2007, z powodu ciąży, z zespołu odeszła Koriagina. Jej miejsce zajęła Meseda Bagaudinowa (ros. Меседа Багаудинова), której matka jest Ukrainką, a ojciec pochodzi z Dagestanu. W 2008 do grupy dołączyła Tatiana Kotowa, z którą nagrano utwór „Ja nie bajus”. Następną zmianą w zespole było odejście Bagaudinowej w 2008. Na jej miejsce wróciła Nadieżda Granowska. Nowy skład ukazał się w klipie „Anti-gejsza”. W marcu 2010 Kotowa opuściła grupę. Na jej miejsce wybrano Ewę Buszminę, która brała wcześniej udział w musicalach. Nagrano klip „Paszoł won”, który był hitem w Rosji. W 2011 Granowska ponownie odeszła z zespołu, ponieważ była w ciąży. Na jej miejsce zaproszono Santę Dimopulos, uczestniczkę reality show Fabrika zwiozd. Z nową wokalistką nagrano klip do piosenki „Allo, mam”, który ukazał się w styczniu 2012. We wrześniu Dimopulos odeszła z zespołu, chcąc realizować się solowo.

### 2013–2017: Rozdział na dwa oddzielne zespoły, spór o nazwę
Po odejściu Dimopulos grupa ponownie stała się duetem (Albina Dżanabajewa i Ewa Buszmina), który koncertował po kraju. Ten skład został rozwiązany 1 stycznia 2013, co kilka tygodni wcześniej zapowiedział Konstantin Meladze. Kilka dni później producent zapowiedział start programu o tytule Chcę do VIA GRY, który miał być emitowany w Rosji i na Ukrainie. Program miał formę emitowanych na wizji przesłuchań, w których uczestniczki starały się o przychylność widzów, którzy zdecydowali o składzie nowego projektu Meladze. W skład jego zespołu weszły: Erika Giercieg, Anastasija Kożewnikowa i Misza Romanowa. Równolegle drugi producent, Dmitrij Kostiuk, uformował swój skład girls bandu, w którym śpiewały Daria Miedowa i Daria Rostowa. Duet nagrał razem teledysk do singla „Żiwa”.
Kostiuk wytoczył proces sądowy producentowi Mieładze o wyłączność do korzystania nazwy Via Gra. Po ponadrocznym procesie sądowym prawa do używania nazwy otrzymał Mieładze. Zespół Kostiuka wciąż funkcjonował, ale nie udało mu się uzyskać medialnego zainteresowania. Z powodu konfliktu producenta z Darią Miedowają ze składu odeszły dwie wokalistki. Zespół został rozwiązany w drugiej połowie 2015.

### Od 2018: Odejście Miszy Romanowej
24 marca 2018 na koncercie w Tbilisi grupa pojawiła się w innym składzie niż dotychczas – Erika Giercieg, Anastasija Kożewnikowa i Olga Mieganskaja. Dwa dni przed koncertem o zmianie składu zespołu poinformowała Misza Romanowa, która potwierdziła zakończenie współpracy z girls bandem. 15 września zespół wystąpił w klubie pod Moskwą Agalarov Estate w zaktualizowanym składzie z Uliana Sinieckaja, członek projektów muzycznych «Głos» i «Nowa fabryka gwiazd». 5 października na kanale centrum produkcji muzycznej Meladze na YouTube odbyła się premiera singla „Ya polubila monstra”. Klip wideo o tej samej nazwie został wydany 12 listopada w reżyserii Hindreka Maasika i operatora Siergieja Banderasa. 5 września 2019 r. Odbyła się premiera kompozycji „LyuBoL”, a 9 października zaprezentowano klip wideo do tej piosenki.

## Skład
| Okres             | Skład          | Skład                  | Skład                | Skład              |
| ----------------- | -------------- | ---------------------- | -------------------- | ------------------ |
| 08.2000–04.2002   | Alona Winnicka | Nadieżda Granowska     |                      |                    |
| 04.2002–08.2002   | Alona Winnicka | Anna Sedokowa          | Tatiana Najnik       |                    |
| 08.2002–11.2002   | Alona Winnicka | Anna Sedokowa          | Tatiana Najnik       | Nadieżda Granowska |
| 11.2002–01.2003   | Alona Winnicka | Anna Sedokowa          | Nadieżda Granowska   |                    |
| 01.2003–05.2004   | Wera Breżniewa | Anna Sedokowa          | Nadieżda Granowska   |                    |
| 05.2004–08.2004   | Wera Breżniewa | Swietłana Łoboda       | Nadieżda Granowska   |                    |
| 08.2004–01.2006   | Wera Breżniewa | Albina Dżanabajewa     | Nadieżda Granowska   |                    |
| 01.2006–04.2006   | Wera Breżniewa | Albina Dżanabajewa     | Kristina Kots-Gotlib |                    |
| 04.2006–04.2007   | Wera Breżniewa | Albina Dżanabajewa     | Olga Koriagina       |                    |
| 04.2007–07.2007   | Wera Breżniewa | Albina Dżanabajewa     | Meseda Bagaudinowa   |                    |
| 07.2007–03.2008   |                | Albina Dżanabajewa     | Meseda Bagaudinowa   |                    |
| 03.2008–01.2009   | Tatiana Kotowa | Albina Dżanabajewa     | Meseda Bagaudinowa   |                    |
| 01.2009–03.2010   | Tatiana Kotowa | Albina Dżanabajewa     | Nadieżda Granowskaja |                    |
| 03.2010–11.2011   | Ewa Buszmina   | Albina Dżanabajewa     | Nadieżda Granowskaja |                    |
| 11.2011–09.2012   | Ewa Buszmina   | Albina Dżanabajewa     | Santa Dimopulos      |                    |
| 09.2012–01.2013   | Ewa Buszmina   | Albina Dżanabajewa     |                      |                    |
| 01.2013–09.2013   |                |                        |                      |                    |
| 10.2013–03.2018   | Erika Giercieg | Anastasija Kożewnikowa | Misza Romanowa       |                    |
| 03.2018 – 09.2018 | Erika Giercieg | Anastasija Kożewnikowa | Olga Mieganskaja     |                    |
| od 09.2018        | Erika Giercieg | Uliana Sinieckaja      | Olga Mieganskaja     |                    |

## Dyskografia

### Albumy studyjne
- Popytka № 5 (2001; reedycja w 2002)
- Stop! Sniato! (2003)
- Biołogija (2003)
- Stop! Stop! Stop! (2004)
- L.M.L. (2006)

### Albumy kompilacyjne
- Brillianty (2005)
- Pocełui (2007)
- Jemansipacija (2008)
- Lucszie piesni (2008)
- Wsio lucszie w odnom (2015)

### Single
- 2002 – „Stop! Stop! Stop!”
- 2002 – „Good Morning, papa!”
- 2003 – „Nie ostawliaj mienia, liubimyj!”
- 2003 – „Wot taki diela”
- 2003 – „Okean i tri reki” (z Walerijem Meladze)
- 2004 – „Nie nado”
- 2004 – „Pritiażenia bolsze niet” (z Walerijem Meladze)
- 2004 – „Mir, o kotorom ja nie znała do tiebia”
- 2005 – „Brillianty”
- 2006 – „Obmani, no ostansia”
- 2006 – „L.M.L.”
- 2006 – „Bomba”
- 2006 – „Czwietok i noż”
- 2007 – „Poczeluj”
- 2008 – „Ja nie bojus”
- 2008 – „Emancipation”
- 2009 – „Anti-gejsza”
- 2009 – „Sumasszedszij”
- 2010 – „Poszioł won”
- 2010 – „Dien biez tiebia”
- 2012 – „Allo, mam!”
- 2013 – „Pieriemirie”
- 2014 – „U mienia pojawilsia drugoj” (z Wachtang)
- 2015 – „Eto było priekrasno”
- 2015 – „Tak silno”
- 2016 – „Kto ty mnie”
- 2017– „Mojo sierdce zaniato”
- 2018 – Ja polubila monstra
- 2019 – LiuboL
- 2019 – 1+1

## Wideoklipy
| Rok  | Klip                                           | Reżyser            | Skład                                                             |
| ---- | ---------------------------------------------- | ------------------ | ----------------------------------------------------------------- |
| 2000 | Popitka № 5                                    | Maks Papernik      | „Alona Winnicka, Nadieżda Granowska                               |
| 2000 | Obnimi Menia                                   | Siemion Gorow      | „Alona Winnicka, Nadieżda Granowska                               |
| 2001 | Bomba                                          | Igor Iwanow        | „Alona Winnicka, Nadieżda Granowska                               |
| 2001 | Ja niè Wiernus                                 | Maks Papernik      | „Alona Winnicka, Nadieżda Granowska                               |
| 2002 | Stop! Stop! Stop!                              | Siemion Gorow      | Alona Winnicka, Tatiana Najnik, Anna Sedokowa                     |
| 2002 | Good Morning, Papa                             | Siemion Gorow      | Alona Winnicka, Tatiana Najnik, Anna Sedokowa, Nadieżda Granowska |
| 2003 | Ja nie ponala (feat. Wierka Serdiuczka)        | Władimir Pasicznik | Nadieżda Granowska, Anna Sedokowa, Alona Winnicka                 |
| 2003 | Niè ostawliaj mienia, Luibimiji                | Siemion Gorow      | Nadieżda Granowska, Anna Sedokowa, Alona Winnicka                 |
| 2003 | Ubiji Moju Godrugu                             |                    | Nadieżda Granowska, Anna Sedokowa, Alona Winnicka                 |
| 2003 | Wot Taki Dieła                                 | Władimir Pasicznik | Nadieżda Granowska, Anna Sedokowa, Alona Winnicka                 |
| 2003 | Okiean i Tri Reki (feat. Waleri Meladze)       | Siemion Gorow      | Nadieżda Granowska, Anna Sedokowa, Alona Winnicka                 |
| 2003 | Stop ! Stop ! (angielska wersja)               | Siemion Gorow      | Nadieżda Granowska, Anna Sedokowa, Alona Winnicka                 |
| 2004 | Pritiajenia bolsze niet (feat. Waleri Meladze) | Siemion Gorow      | Nadieżda Granowska, Anna Sedokowa, Alona Winnicka                 |
| 2004 | Biologija                                      | Siemion Gorow      | Nadieżda Granowska, Wera Breżniewa, Switłana Łoboda               |
| 2004 | Oji Gowariła Czista woda                       | Nieznany           | Nadieżda Granowska, Wera Breżniewa, Switłana Łoboda               |
| 2004 | Take you back                                  | Siemion Gorow      | Nadieżda Granowska, Wera Breżniewa, Albina Dżanabajewa            |
| 2004 | Mir, O Kotorom Ja niè Znała Do Tiebia          | Siemion Gorow      | Nadieżda Granowska, Wera Breżniewa, Albina Dżanabajewa            |
| 2005 | I Don’t Want a Man'                            | Siemion Gorow      | Nadieżda Granowska, Wera Breżniewa, Albina Dżanabajewa            |
| 2005 | Niet niczego Huje, Czem Bit (Bitwa z TNMK)'    | Siemion Gorow      | Nadieżda Granowska, Wera Breżniewa, Albina Dżanabajewa            |
| 2005 | Brillianty                                     | Siemion Gorow      | Nadieżda Granowska, Wera Breżniewa, Albina Dżanabajewa            |
| 2006 | Obmani, No Ostansia                            | Siemion Gorow      | Wiera Breżniewa, Albina Dżanabajewa, Kristina Koc-Gotlib          |
| 2006 | Lutchik Moï Lyubimiï (LML)                     | Alan Badojew       | Wera Breżniewa, Albina Dżanabajewa, Olga Koriagina                |
| 2006 | Cwietok i Noj                                  | Alan Badojew       | Wera Breżniewa, Albina Dżanabajewa, Olga Koriagina                |
| 2006 | Dożd Mieczty                                   | Pierwyj kanał      | Wera Breżniewa, Albina Dżanabajewa, Olga Koriagina                |
| 2007 | Paceluji                                       | Alan Badojew       | Albina Dżanabajewa, Miesieda Bagaudinowa                          |
| 2008 | Hold me Closer                                 | Siemion Gorow      | Alona Winnicka, Nadieżda Granowska                                |
| 2008 | Ya Niè Bajus                                   | Alan Badojew       | Albina Dżanabajewa, Meseda Bagaudinowa, Tatiana Kotowa            |
| 2008 | My emancipation                                | Alan Badojew       | Albina Dżanabajewa, Meseda Bagaudinowa, Tatiana Kotowa            |
| 2008 | Amerikanskaja Jena                             | Roman Wasjanow     | Albina Dżanabajewa, Meseda Bagaudinowa, Tatiana Kotowa            |
| 2008 | Mecztał-Mecztał                                | Pierwyj kanał      | Albina Dżanabajewa, Meseda Bagaudinowa, Tatiana Kotowa            |
| 2009 | Anti-Gejsza                                    | Alan Badojew       | Albina Dżanabajewa, Meseda Bagaudinowa, Tatiana Kotowa            |
| 2009 | Sumasszedsziji                                 | Sergiej Sołodkij   | Albina Dżanabajewa, Meseda Bagaudinowa, Tatiana Kotowa            |
| 2010 | Poszoł Won                                     | Alan Badojew       | Nadieżda Granowska, Albina Dżanabajewa, Ewa Buszmina              |
| 2010 | Dien Biez Tebia                                | Sergiej Sołodkij   | Nadieżda Granowska, Albina Dżanabajewa, Ewa Buszmina              |
| 2011 | Zwenit Janwarskaja W’iuka                      | Rossija 1          | Nadieżda Granowska, Albina Dżanabajewa, Ewa Buszmina              |
| 2012 | Disko (feat. Konstantin Meladze)               | Pierwyj kanał      | Albina Dżanabajewa, Ewa Buszmina, Santa Dimopulas                 |
| 2012 | Starinnie Czasi                                | Nieznany           | Albina Dżanabajewa, Ewa Buszmina, Santa Dimopulas                 |
| 2012 | Allo, Mam!                                     | Alan Badojew       | Albina Dżanabajewa, Ewa Buszmina, Santa Dimopulas                 |
| 2013 | Nie Wiedaja Pregrad                            | TBA                | Darja Medowaja, Daria Rostowa                                     |
| 2013 | Jiwa                                           | Siergiej Tkaczenko | Daria Medowaja, Daria Rostowa                                     |
| 2013 | Peremirie                                      | Alan Badojew       | Erika Gerceg, Anastasia Kożewnikowa, Misza Romanowa               |
| 2013 | Magija                                         | TBA                | Daria Medowaja, Daria Rostowa, Aina Wilberg                       |
| 2014 | U Menia Pojawilsa Drugoj (ft. Vakhtang)        | Siergiej Sołodkij  | Erika Gerceg, Anastasia Kojewnikowa, Misza Romanowa               |
| 2014 | Kislorod (en duo avec Mot)                     | A. Kuprijanow      | Erika Gerceg, Anastasia Kojewnikowa, Misza Romanowa               |
| 2015 | Eto Bylo Prekrasno                             | Segiej Sołodkij    | Erika Gerceg, Anastasia Kojewnikowa, Misza Romanowa               |
| 2015 | Tak Silno                                      | Segiej Sołodkij    | Erika Gerceg, Anastasia Kojewnikowa, Misza Romanowa               |
| 2016 | Kto ti mnie?                                   | Segiej Tkaczenko   | Erika Gerceg, Anastasia Kojewnikowa, Misza Romanowa               |
| 2017 | Mojo sierdce zanjato                           | Segiej Tkaczenko   | Erika Gerceg, Anastasia Kojewnikowa, Misza Romanowa               |
| 2018 | Ja polubila monstra                            | Hindrek Maasik     | Erika Gerceg, Olga Mieganskaja, Uliana Sineckaja                  |
| 2019 | Diamonds                                       | Siemion Gorow      | Wiera Brieżniewa, Albina Dżanabajewa, Olga Koriagina              |
| 2019 | Lubyol                                         | Zaur Zasjejew      | Erika Gerceg, Olga Mieganskaja, Uliana Sineckaja                  |
| 2019 | 1+1                                            | Segiej Sołodkij    | Erika Gerceg, Olga Mieganskaja, Uliana Sineckaja                  |
| 2021 | Rikoszet                                       | Siemion Gorow      | Uliana Sinieckaja, Sofija Tarasowa, Ksenia Popowa                 |
| 2020 | Maneken                                        | Alan Badojew       | Uliana Sinieckaja, Sofija Tarasowa, Ksenia Popowa                 |